# Канда, Саяка
Саяка Канда (яп. 神田 沙也加 Канда Саяка, 1 октября 1986 — 18 декабря 2021, Сэтагая) — японская актриса, певица и сэйю.

## Биография
Саяка Канда родилась в Сэтагае, Токио у Масаки Канды и поп-певицы Сэйко Мацуды. В 1999 году, во время её обучения в японской школе в Лос-Анджелесе, впервые появилась в короткометражном фильме «Фасолевый пирожок» (англ. Bean Cake), который в 2001 году получил Золотую пальмовую ветвь за короткометражный фильм на 54-м Каннском кинофестивале. Со времени её дебюта она активно участвовала как в кино, так и в театре. Помимо этого, Канда была автором некоторых текстов песен её матери.
В декабре 2011 года Канда участвовала в музыкальном конкурсном шоу «Кохаку ута гассэн», исполнив песню «Ue o Muite Arukou» совместно с Сэйко. В 2012 году Канда дебютировала как актриса озвучивания в аниме-сериале Binbougami ga!, что позже повлияло на её избрание на роль Анны в японском дубляже мультфильма «Холодное сердце». В 2015 году за эти обе роли — Надэсико Адэнокодзи и Анны — певица удостоилась награды в категории «Лучшая актриса в главной роли» на девятой церемонии Seiyu Awards.
В апреле 2014 года Канда совместно с гитаристом Billy образовала дуэт TRUSTRICK. 25 июня они выпустили дебютный альбом Eternity.

## Личная жизнь
26 апреля 2017 года Канда заявила о скором выходе замуж за актёра Мицу Мурату. В 2019 году Саяка объявила о разводе. Вплоть до своей смерти Канда состояла в отношениях с актёром Такахисой Маэямой после того, как в августе 2021 года она снялась в сценической адаптации манги Crest of the Royal Family. Канда и Маэяма планировали пожениться.

## Смерть
18 декабря 2021 года Саяка Канда была найдена без сознания во внешнем саду на четырнадцатом этаже отеля в округе Тюо, Саппоро. Её доставили в больницу в бессознательном состоянии, но позже объявили мёртвой. Предполагается, что причиной смерти стало самоубийство.

## Дискография

### Синглы
- «Ever Since» (2002)
- «Garden» (2003)
- «Mizu Iro» (2004)
- «Jougen no Tsuki» (2005)

В составе TRUSTRICK
- «DEAD OR LIE» (2016) (совместно с Маон Куросаки)

### Альбомы
- Doll (2005)
- Liberty (2011)

В составе TRUSTRICK
- Eternity (2014)
- TRUST (2015)
- TRICK (2016)

### Мини-альбомы
В составе TRUSTRICK
- 未来系Answer E.P. (2015)
- beloved E.P. (2016)
- innocent promise (2016)
- Recall THE END (2016)

## Роли

### Фильмы
- Фасолевый пирожок (1999)
- Dragon Head (2003) — Ако Сэто
- School Wars: Hero (2004) — Митио Вада
- Imadoki Japanese yo (2008) — Кёко
- Saraba Kamen Rider Den-O: Final Countdown (2008) — Сора
- Amazing Grace (2011) — Сидзуку Асамидзу
- Geki×Cine Bara to Samurai (2011) — Пони де Бринон

### Телесериалы
- Yankee Bokou ni Kaeru (2003) — Нанаэ Кога
- 四分の一の絆 (2004) — Майко Нисио
- Mito Koumon (2004, 2007) — Кодзуэ, Осаки
- たった一度の雪 〜SAPPORO・1972年〜 (2007) — Тихо Симомура
- Omotesando Koukou Gasshoubu! (2015) — Эмири Сэяма

### Аниме-сериалы
- Binbougami ga! (2012) — Надэсико Адэнокодзи
- Juuou Mujin no Fafnir (2015) — Мияко Синомия

### Анимационные фильмы
- Гамба (2015) — Сиодзи
- Gekijouban Sword Art Online (2017) — Юна[12]

### Видеоигры
- New Danganronpa V3: Minna no Koroshiai Shingakki (2017) — Каэдэ Акамацу

### Дубляж
- Холодное сердце (2014) — Анна